# Hans Hulbækmo

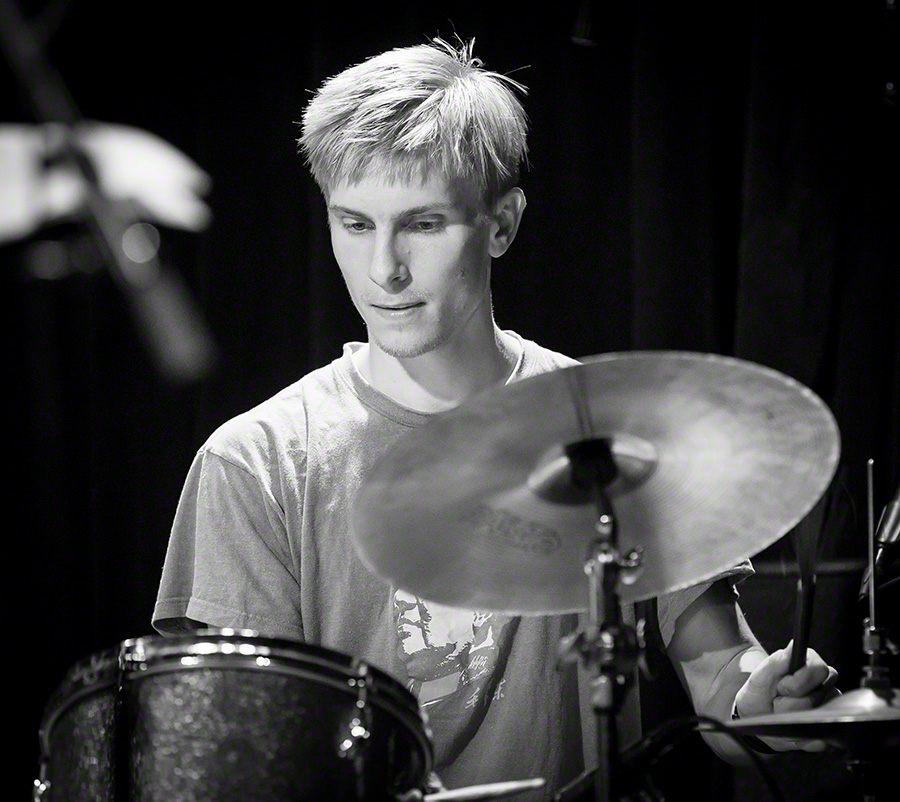
Hans Hulbækmo (Oslo Jazzfestival, 2016)

Hans Hulbækmo * (* 1989 in Tolga) ist ein norwegischer Jazzmusiker (Schlagzeug, Perkussion, Vibraphon, Komposition). Er gilt als eines der großen Talente der norwegischen Musikszene.

## Leben und Wirken
Hulbækmo ist ein Sohn der Folkmusiker Tone Hulbækmo und Hans Fredrik Jacobsen und spielte zunächst im Hulbækmo & Jacobsen Familieorkester, mit dem auch Aufnahmen entstanden. Er studierte dann im Jazzprogramm des Musikkonservatoriums Trondheim.
Hulbækmo gründete zunächst mit seinen Kommilitonen Anja Lauvdal (Klavier) und Fredrik Luhr Dietrichson (Kontrabass) das akustische Jazztrio Moskus, das 2011 mit dem Grappa Debutantpris ausgezeichnet wurde und 2012 sein erstes (von bisher fünf) Alben vorlegte. 2014 ersetzte er zudem Paal Nilssen-Love im hochkarätig besetzten Quintett Atomic. Weiterhin wurde er in Bands wie Hanna Paulsberg Concept, Broen, Skadedyr, Kalenda Maya sowie aufgrund seiner Zusammenarbeit mit Anders Røine bekannt. 2023 legte er sein Debütalbum Tilfeldig Næpe bei Hubro Music vor. Im Duo mit Egil Kalman folgte 2025 Unit of Time. Er ist außerdem auf Alben von Anni Kiviniemi Trio, Bjørn Marius Hegge Trio, Eirik Hegdal / Følk, Eirik Hegdal Eklektisk Samband, Fenomenolodic 4, Finity, Gard Nilssen’s Supersonic Orchestra, Marthe Lea Band, Midtnorsk Ungdomsstorband, Musicus, Reolô, Sharaka Ensemble, Skadedyr und Snøskred zu hören.